# Olympique Lyonnais 1951-1952
Questa voce raccoglie le informazioni riguardanti l'Olympique Lyonnais nelle competizioni ufficiali della stagione 1951-1952.

## Maglie
Viene utilizzata la stessa divisa della stagione precedente.
| Manica sinistra · Maglietta · Manica destra · Pantaloncini · Calzettoni |

## Rosa
| N. |                    | Ruolo | Calciatore          |
| -- | ------------------ | ----- | ------------------- |
|    | Francia (bandiera) | P     | Marcel Duval        |
|    | Francia (bandiera) | P     | Marcel Lergenmuller |
|    | Francia (bandiera) | P     | Henri Marin         |
|    | Francia (bandiera) | P     | Gilbert Bonvin      |
|    | Italia (bandiera)  | D     | Aridex Calligaris   |
|    | Francia (bandiera) | D     | André Grillon       |
|    | Francia (bandiera) | D     | Antoine Jurilli     |
|    | Francia (bandiera) | D     | André Lerond        |
|    | Francia (bandiera) | D     | André Marchangeli   |
|    | Francia (bandiera) | D     | Sauveur Rodriguez   |
|    | Francia (bandiera) | C     | Pierre Flamion      |
|    | Francia (bandiera) | C     | Oscar Heisserer     |

| N. |                           | Ruolo | Calciatore        |
| -- | ------------------------- | ----- | ----------------- |
|    | Francia (bandiera)        | C     | Émile Juillard    |
|    | Francia (bandiera)        | C     | Camille Ninel     |
|    | Cecoslovacchia (bandiera) | C     | Antonin Tichý     |
|    | Francia (bandiera)        | C     | Frédéric Woehl    |
|    | Francia (bandiera)        | A     | Georges Dupraz    |
|    | Francia (bandiera)        | A     | Lucien Genet      |
|    | Francia (bandiera)        | A     | Antoine Rodriguez |
|    | Francia (bandiera)        | A     | Alphonse Rolland  |
|    | Francia (bandiera)        | A     | Louis Sarrin      |
|    | Jugoslavia (bandiera)     | A     | Vinko Trškan      |